# Реформа немецкого правописания (1944)
Рефо́рма неме́цкого правописа́ния 1944 года (нем. Reform der deutschen Rechtschreibung) была неудачной попыткой изменения немецкой орфографии, предпринятой на закате существования нацистской Германии. Тираж новых правил составил около одного миллиона экземпляров и был готов к внедрению в систему школьного образования, однако так и не был введён. Инициатива реформирования правописания принадлежала Бернгарду Русту: он планировал провести масштабные нововведения, однако давление чиновников заставило его отказаться от части планов.
Система правил Отто Баслера, Эриха Гираха и Карла Роймута предусматривала: онемечивание заимствованных слов (Filosof, Fosfor, Rabarber, rytmisch, Teater, Tese, Kautsch, Miliö, Ragu, Träner, Tur); выпадение третьего согласного в соединениях (Blattrichter, fettriefend, stickstoffrei); изменение правил переноса (wa-rum, da-rüber, Fens-ter); отмену запятой в сложносочинённом предложении перед союзами und или oder. Гитлер не утвердил эти правила на 1944—1945 учебный год. Доработанная в 1948 Баслером система также не была введена. Часть из запланированных изменений нашла отражение в реформе 1996 года.